# 오후키촌
오후키촌(大保木村)은 에히메현 니이군에 설치된 촌이다. 